# プレイ/最後のKISS
「プレイ/最後のKISS」（ぷれい/さいごのキス）は、グラビアアイドル・佐藤ゆりなの1枚目のシングル。2008年9月24日にラインコミュニケーションズから発売された。

## 概要
- テレビ東京系列のバラエティ番組『給与明細』の2008年8月、9月のエンディングテーマとして使用された。

## 収録曲
1. プレイ
作詞：谷口尚久 作曲：藤木聖優 編曲：谷口尚久
テレビ東京系列『給与明細』2008年8月期エンディングテーマ
2. 最後のKISS
作詞：一川英二 作曲：藤木聖優 編曲：谷口尚久
テレビ東京系列『給与明細』2008年9月期エンディングテーマ
3. プレイ（カラオケ）
4. 最後のKISS（カラオケ）

## DVD
1. プレイ（PV）
2. 最後のKISS（PV）
3. 特典映像